# Marie-Victoire Lemoine
Marie-Victoire Lemoine, född 1754, död 1820, var en fransk målare. Hon var elev till François-Guillaume Ménageot. Hon målade porträtt, genremålningar och miniatyrer i klassisk stil, och medverkade regelbundet i dåtida Parisutställningar från 1779 och framåt. 
Hon var dotter till Charles Lemoine och Marie-Anne Rousselle och syster till målarna Marie-Denise Villers och Marie-Élisabeth Gabiou.
Hon finns representerad på Nationalmuseum. 